# Marten Falls First Nation
Marten Falls First Nation (franska: Réserve indienne Marten Falls 65) är ett reservat i Kanada.   Det ligger i provinsen Ontario, i den sydöstra delen av landet, 1 000 km nordväst om huvudstaden Ottawa.
Trakten runt Marten Falls First Nation är nära nog obefolkad, med mindre än två invånare per kvadratkilometer.